# Данди (Ајова)
Данди (енгл. Dundee) град је у америчкој савезној држави Ајова. По попису становништва из 2010. у њему је живело 174 становника.

## Демографија
Према попису становништва из 2010. у граду је живело 174 становника, што је 5 (2.8%) становника мање него 2000. године.
| Група             | 2000.        | 2010.       |
| Белци             | 179 (100.0%) | 171 (98,3%) |
| Хиспаноамериканци | 0 (0,0%)     | 3 (1,7%)    |
| Укупно            | 179          | 174         |